# Бен-Изри, Яаков
Яаков Бен-Изри (1 октября 1927 — 17 февраля 2018, Кфар-Сава) — израильский политик. Член Кнессета от Партии пенсионеров («ГИЛЬ»), министр здравоохранения в правительстве Эхуда Ольмерта в 2006—2009 годах.

## Биография
Родился в городе Фес, Марокко. 30 ноября 1949 года совершил алию в Израиль вместе с женой. Служил в ЦАХАЛ, закончив военную службу в звании старшины. Сделал карьеру чиновника. В 2006 году избран в кнессет (парламент Израиля). В 2009 его партия не смогла преодолеть электоральный барьер, и Бен-Изри потерял свое кресло. Курил, что вызвало нарекания в связи с его должностью министра здравоохранения.
Владел кроме иврита арабским и французским языками.